# Boris Cyrulnik
Boris Cyrulnik, né le 26 juillet 1937 à Bordeaux, est un auteur de livres grand public traitant de psychologie et de récits de vie, ainsi qu'une personnalité médiatique française. Médecin neuropsychiatre de formation ayant un temps exercé comme tel mais aussi comme psychanalyste, il a animé un groupe de recherche en éthologie clinique au centre hospitalier intercommunal Toulon-La Seyne-sur-Mer. Il est directeur d'enseignement du diplôme universitaire d'éthologie humaine de l'université de Toulon.
Il a notamment vulgarisé le concept de « résilience » (renaître de sa souffrance) qu'il a tiré des écrits de John Bowlby. À la suite de ce dernier, Boris Cyrulnik voit d'abord l'éthologie comme « un carrefour de disciplines ».
Il est membre du comité d'honneur de l'Association pour le droit de mourir dans la dignité (ADMD). Boris Cyrulnik est également engagé pour la protection de la nature et des animaux.

## Biographie

### Jeunesse
Boris Cyrulnik naît à Bordeaux en 1937, au sein d’une famille juive ashkénaze arrivée en France dans les années 1930. Son père, Aaron Cyrulnik, ébéniste ukrainien né à Łuck, s'engage dans la Légion étrangère. Sa mère, polonaise, Estera Cyrulnik (née Smulewicz), est née à Lublin. Durant l'Occupation, ses parents le confient en 1942 à une pension pour lui éviter la déportation. Il est ensuite recueilli à l'Assistance publique, puis par une institutrice bordelaise, Marguerite Farges, qui le cache chez elle rue Adrien-Baysselance durant deux ans. Lors de la rafle du 10 janvier 1944, il est détenu à la grande synagogue de Bordeaux. Il s'y cache dans les toilettes et est sauvé alors par une infirmière,. Il est ensuite pris en charge et caché par un réseau, puis placé dans une ferme, sous le nom de Jean Laborde, jusqu'à la Libération.
Ses parents, arrêtés en 1942 et 1943, meurent en déportation, et il est recueilli à Paris par sa tante maternelle, Dora, seule survivante, qui l'élève. Il explique que c'est cette expérience personnelle traumatisante qui l'a poussé à devenir psychiatre.

### Formation et carrière
Boris Cyrulnik fait ses études secondaires au lycée Jacques-Decour à Paris, puis supérieures à la faculté de médecine de Paris. Le service de neurochirurgie parisien dans lequel il fait fonction d'interne pendant un an (1967-1968) refuse de prolonger son contrat, et le service de psychiatrie de l'hôpital de Digne-les-Bains dans lequel il commence alors son internat refuse également de prolonger son contrat au bout d'un an (1968-1969), malgré l'appel de cette décision qu'il fait alors auprès du conseil de l'ordre. Afin de valider son certificat d'études spéciales en neuropsychiatrie, il semble trouver un point de chute dans le service de psychiatrie du Pr Sutter à Marseille (une autre version de sa biographie mentionne quant à elle un internat en psychiatrie à Digne-les-Bains de 1968 à 1971)[réf. nécessaire]. Dans les entretiens réalisés pour l'émission À voix nue de France-Culture, il dit avoir passé plusieurs années à exercer à l’hôpital de Digne-les-Bains.
Il devient ensuite médecin chef de La Salvate, un établissement privé de postcure psychiatrique. Il quitte ce poste en 1979 et s'installe comme psychanalyste à mi-temps, tout en donnant des consultations au centre hospitalier intercommunal Toulon-La Seyne-sur-Mer (jusqu'en 1991) ; il y crée un groupe de recherches en éthologie clinique qu'il anime jusqu'à la fin des années 1990 au moins. Il publie en 1984 Éthologie clinique : 14 textes originaux (éditions de la Société de psychologie médicale de langue française). Chargé de cours d'éthologie humaine à la faculté de médecine de Marseille de 1974 à 1987, il est depuis 1995/1996[réf. souhaitée] directeur d'enseignement d'un diplôme universitaire en éthologie humaine de l'université de Toulon.
En 1998, il est nommé président du Centre national de création et de diffusion culturelles de Châteauvallon, puis en 2005 président du prix Annie-et-Charles-Corrin sur la mémoire de la Shoah (depuis 2005).
Boris Cyrulnik est une des 43 personnalités ayant constitué la commission Attali sur les freins à la croissance, dirigée par Jacques Attali et installée le 30 août 2007 par Nicolas Sarkozy.
De 2007 à 2014, il est l'un des deux chroniqueurs dans l'émission Histoire d'Homme réalisée par Marie-Odile Monchicourt, avec Yves Coppens, sur France Info.
Il préside à partir de 2012 le conseil scientifique de l'université privée Fernando-Pessoa, devenue le Centre libre d'enseignement supérieur international (CLESI) puis Europe Eduss, avec un autre universitaire et ancien président de l'université de Toulon, Bruno Ravaz,. Elle sera condamnée à fermer ses portes le 18 septembre 2014.
Après avoir présidé, en 2018, les Assises de l’école maternelle, Boris Cyrulnik s'est vu confier par le président Emmanuel Macron en septembre 2019 la présidence du « Comité des 1 000 premiers jours de l'enfant », une période fondatrice dans le développement des tout-petits. La commission d’experts bénévoles a rendu ses travaux en septembre 2020. Le gouvernement a en parallèle engagé le cabinet privé de conseil en stratégie Roland Berger pour une mission identique mais facturée 425 000 €.

## Vie privée
Boris Cyrulnik se marie en 1964 avec Florence, médecin et peintre; le couple qui vit à La Seyne-sur-Mer a une fille, Natacha, réalisatrice de films documentaires et maître de conférences à l'université Aix-Marseille et un garçon, Ivan, musicien.

## Honneurs et distinctions
- Docteur honoris causa de l'université catholique de Louvain.
- Commandeur de la Légion d'honneur (31 décembre 2020)[26]. Officier du 31 décembre 2014[27][réf. non conforme].
- Grand officier de l'ordre national du Mérite (2025)[28]

## Prises de position
Interrogé fin 2011 sur la querelle autour de la « théorie du genre », Boris Cyrulnik répond : « Je pense que le « genre » est une idéologie. Cette haine de la différence est celle des pervers, qui ne la supportent pas. Freud disait que le pervers est celui qu'indispose l'absence de pénis chez sa mère. ».
Sur l'homoparentalité, Boris Cyrulnik est plutôt pour : « Selon mon expérience, les enfants élevés par des couples homosexuels grandissent comme les autres. »
L'engagé pour la défense des droits des animaux est l'ami de l'éthologue et anthropologue britannique Jane Goodall et membre de l'Institut Jane Goodall France.
Conteur à la « voix douce, enveloppante et délicieusement régressive » et vulgarisateur (en 2010, il a vendu plus de 1,5 million d'exemplaires de ses différents ouvrages), Boris Cyrulnik a en effet réussi à médiatiser des thèses biologisantes : « gène du surhomme » qui « facilite le transport de la sérotonine, un neuromédiateur qui lutte contre les émotions dépressives » et joue un rôle déterminant dans la résilience ; différences naturelles de tempéraments et de comportements entre individus (et plus particulièrement entre hommes et femmes), déterminées par les prédispositions génétiques, les hormones sexuelles, le système immunitaire,.

## Critiques
Le journaliste scientifique Nicolas Chevassus-au-Louis explique dans une enquête que Boris Cyrulnik raconte « peu ou prou la même chose » dans ses 18 livres (2,5 millions d’exemplaires vendus) avec de nombreuses banalités, des contradictions et des références, notamment scientifiques, défaillantes (non référencées, invérifiables). Son statut de scientifique y est aussi questionné puisque : il n’exerce plus comme médecin depuis 1999, il n’est pas éthologue (ce qu’il confirme au journaliste) et il n’est guère cité dans les publications académiques. Concernant la notion empruntée de résilience, le journaliste ajoute qu’il se contente « dans ses livres d’enchaîner les anecdotes sans esquisser la moindre théorisation sérieuse » alors même que des discussions ont cours dans le milieu scientifique.
La chercheuse indépendante Odile Fillod consacre deux billets critiques aux thèses et au parcours de Boris Cyrulnik,.

## Publications (sélection)

### Ouvrages
- Mémoire de singe et paroles d'homme, Paris, Hachette, 1983.
- Sous le signe du lien, Paris, Hachette, 1989 ; rééd., Paris, Fayard/Pluriel, 2010.
- La Naissance du sens, Paris, Hachette, 1991 ; réédition 1998 (ISBN 978-2012788916).
- Les Nourritures affectives, Paris, Odile Jacob, 1993.
- De la parole comme d'une molécule, avec Émile Noël, Paris, Seuil, 1995.
- L'Ensorcellement du monde, Paris, Odile Jacob, 1997.
- La Naissance du sens, Paris, Hachette Littérature, 1998.
- Un merveilleux malheur, Paris, Odile Jacob, 1999 ; réédition 2002  (ISBN 2-7381-1125-4). Ce livre a pu inspirer la chanson Beau malheur d'Emmanuel Moire sur le même thème.[réf. nécessaire]
- Dialogue sur la nature humaine, avec Edgar Morin, Éditions de l'Aube, 2000 ; version illustrée rééditée en 2015.
- Les Vilains Petits Canards, Paris, Odile Jacob, 2001  (ISBN 2-7381-0944-6), son best-seller avec plus de 500 000 exemplaires vendus[33]
- L'Homme, la Science et la Société, Éditions de l'Aube, 2003.
- Le Murmure des fantômes, Paris, Odile Jacob, 2003, Paris, éd. poche, Paris, Odile Jacob, 2005.  (ISBN 2-7381-1674-4).
- Parler d'amour au bord du gouffre, Paris, Odile Jacob, 2004.
- La Petite Sirène de Copenhague, Éditions de l'Aube, 2005 ; rééd. 2012.
- De chair et d'âme, Paris, Odile Jacob, 2006.
- Autobiographie d'un épouvantail, Paris, Odile Jacob, 2008, prix Renaudot de l'essai, 2008  (ISBN 978-2-7381-2398-5)[41].
- Je me souviens…,  éd. L'Esprit du temps, coll. « Textes essentiels », 2009; éd. poche, Paris, Odile Jacob, 2010,  (ISBN 978-2-7381-2471-5).
- Mourir de dire : La honte, Paris, Odile Jacob, 2010.  (ISBN 978-2-7381-2505-7).
- Dialogue sur la nature humaine, avec Edgar Morin, Éditions de l'Aube, 2010.
- Quand un enfant se donne « la mort », Paris, Odile Jacob, 2011,  (ISBN 978-2-7381-2688-7).
- Résiliences. Connaissances de base, avec Gérard Jorland,  éd., Paris, Odile Jacob, 2012,  (ISBN 978-2-7381-2818-8)[42].
- Sauve-toi, la vie t'appelle, Paris, Odile Jacob, 2012.  (ISBN 978-2-7381-2862-1).
- Les Âmes blessées, Paris, Odile Jacob, 2014,  (ISBN 978-2-7381-3146-1).
- Avec Marie Anaut, La résilience. De la recherche à la pratique, Paris, Odile Jacob, 2014.
- Dialogue sur la nature humaine, avec Edgar Morin, illustré par Pascal Lemaître, Éditions de l'Aube, 2015.
- Ivres paradis, bonheurs héroïques, Paris, Odile Jacob, 2016.  (ISBN 978-2-7381-3394-6).
- L'Impossible Paix en Méditerranée, avec Boualem Sansal, dialogue animé par José Lenzini, éditions de l'Aube, 2017.
- La Tentation du Bien est beaucoup plus dangereuse que celle du Mal, avec Tzvetan Todorov, dialogue animé par Nicolas Truong, éditions de l'Aube, 2017.
- Psychothérapie de Dieu, Paris, Odile Jacob, 2017, coll. « OJ-Psychologie »,  (ISBN 978-2-7381-3887-3).
- La nuit, j'écrirai des soleils, Paris, Odile Jacob, coll. « OJ-Psychologie », 2019.  (ISBN 978-2-7381-4828-5)
- Des âmes et des saisons : psycho-écologie, Paris, Odile Jacob, coll. « OJ-Psychologie », 2021.  (ISBN 978-2-7381-5411-8).
- Chérif Mécheri, préfet courage sous le gouvernement de Vichy (avec José Lenzini), Paris, Odile Jacob, coll. « OJ-Psychologie », 2021. (ISBN 978-2-7381-5708-9).
- Résilience : facteurs de protection et de vulnérabilité, Montréal, H4 Éditions, coll. « ConferencesPsy », 2022.  (ISBN 978-2-9252-9800-7).
- Le laboureur et les mangeurs de vent, Odile Jacob, 2022, 272 p.  (ISBN 9782415001360)[43],[44].
- Quarante voleurs en carence affective - Bagarres animales et guerres humaines, Odile Jacob, 2023, 345 p.  (ISBN 9782415003975).
- Quand on tombe amoureux, on se relève attaché, Odile Jacob, 2025, 304 p.

#### En anglais
- Resilience: How your inner strength can set you free from the past Tarcher (en), 320 pages  (ISBN 1101486384) 2011.

#### En allemand
- Warum die Liebe Wunden heilt Beltz GmbH (2006), 232 pages  (ISBN 978-3-407857767)

(Pourquoi l'amour guérit les plaies)
- Mit Leib und Seele Hoffmann und Campe (2007), 272 pages  (ISBN 978-3-455500387)

(Corps et âme)
- Scham. Im Bann des Schweigens. Wenn Scham die Seele vergiftet, traduit par Maria Buchwald et Andrea Alvermann. p (2011), 248 pages

(Mourir de dire : La honte)
- Rette dich, das Leben ruft!, Ullstein Buch Verlage GmbH, Berlin 281 p. (2013) Sauve toi, la vie t'appelle, traduit par Hainer Kober (de)

#### Préfaces
- Françoise Maffre Castellani : Femmes déportées, Histoires de résilience  (ISBN 978-2721005199).
- Patrick Lemoine (ht) : Séduire, comment l'amour vient aux humains, Rouge, 2002.
- Jean-Bernard Bonange et Bertil Sylvander : Les clownanalystes du Bataclown : Miroirs révélateurs de la vie sociale, coll. « Précursions » (dirigée par Jean-Pierre Klein), 2017.
- Claude Béata : La Folie des chats, édition Odile Jacob, octobre 2022
- Boris Cyrulnik, Jean-François Horemans, Lenny Pamart, Diplomatie et droits des enfants : de Janusz Korczak aux Nations-Unies, Chronique sociale, avril 2024 (ISBN 978-2-36717-969-8)
- Florian Porta Bonete, Aurélien Vautard : La santé mentale en France, LEH, mai 2024

### Ouvrages collectifs
- La Plus Belle Histoire des animaux, collectif,  éd. Seuil, 2006.
- Si les lions pouvaient parler. Essais sur la condition animale, sous la direction de Boris Cyrulnik,  éd. Gallimard, coll. « Quarto », Paris, 1998, 1 540 p. 80 documents.
- Boris Cyrulnik, « Instinct/Attachement », dans Dictionnaire de la sexualité humaine, 200 notices par 122 coauteurs, sous la direction de Philippe Brenot,  éd. L'Esprit du temps, collection « Les Dictionnaires », Paris, 2004, 736 pages, et Les Objets de la psychiatrie, dictionnaire de concepts, 230 notices par 150 auteurs, sous la direction de Yves Pélicier, éd. L'Esprit du temps, coll. « Les Dictionnaires », Paris, 1997, 650 pages.
- Boris Cyrulnik et Claude Seron (dir.), La Résilience ou Comment renaître de sa souffrance,  éd. Fabert, coll. « Penser le monde de l'enfant », Paris, 2004  (ISBN 2-907164-80-5).
- Nicolas Martin, Antoine Spire, François Vincent et Boris Cyrulnik, La Résilience. Entretien avec Boris Cyrulnik, Le Bord de l'eau éditions, coll. « Nouveaux Classiques », Lormont, France, 2009, 111 pages  (ISBN 978-2356870261).
- De l'attirance à l'amour, Harmattan, 2010  (ISBN 978-2-296-12080-8)Écrit avec Michel Bernard, Thierry Tournebise, Jean-François Mattei, Carol Burte, Boris Cyrulnik, Max Poty.
- avec Jean-Pierre Pourtois : École et résilience, Odile Jacob, 2007  (ISBN 978-2738120120)
- Nous étions des enfants, Entretien d'introduction au coffret de 10 DVD réalisés par Jean-Gabriel Carasso et produits par L'oizeau rare avec le Comité École de la rue Tlemcen. Cet ouvrage présente 18 témoignages d'enfants déportés ou cachés parce que Juifs, durant la Seconde Guerre mondiale.
- Les animaux aussi ont des droits, livre de Boris Cyrulnik, Peter Singer et Élisabeth de Fontenay, Seuil, 2013  (ISBN 978-2738135018).
- La Folle Histoire des idées folles en psychiatrie, sous la direction de Boris Cyrulnik et Patrick Lemoine, Odile Jacob, 2017  (ISBN 978-2021107708).
- L'impossible paix en Méditerranée, avec Boualem Sansal, éd. L'Aube, 2017.
- Histoire de la folie avant la psychiatrie, sous la direction de Boris Cyrulnik et Patrick Lemoine, Odile Jacob, 2018.
- Faut-il imiter pour exister ? Tous des copieurs (et tant mieux !), Philippe Duval, 2019  (ISBN 978-2490737000).
- Boris Cyrulnik et la petite enfance - 2e édition, Philippe Duval, 2019  (ISBN 978-2490737093).

### Entretiens
- Édith Goldbeter-Merinfeld, « De la neurobiologie à la psychothérapie. Interview de Boris Cyrulnik », Cahiers critiques de thérapie familiale et de pratiques de réseaux, vol. 2, no 43,‎ 2009, p. 17-33 (lire en ligne).
- Entretien avec Boris Cyrulnik, Le Monde de l'Éducation, no 292, mai 2001.
- Éloge de la peur, entretien avec Boris Cyrulnik, Nouvelles Clés (nouvellescles.com) (200x)
- Karine-Lou Matignon, La plus belle histoire des animaux, Edition du Seuil, avril 2000, 256 p. (ISBN 978-2-02-055127-4), p. 157-245